# Амалга (Юта)
Амалга (англ. Amalga) — місто (англ. town) в США, в окрузі Кеш штату Юта. Населення — 482 особи (2020).

## Географія
Амалга розташована за координатами 41°51′22″ пн. ш. 111°53′50″ зх. д. / 41.85611° пн. ш. 111.89722° зх. д. (41.856248, -111.897116).  За даними Бюро перепису населення США в 2010 році місто мало площу 9,18 км², з яких 8,86 км² — суходіл та 0,32 км² — водойми.

## Демографія
Згідно з переписом 2010 року, у місті мешкало 488 осіб у 135 домогосподарствах у складі 119 родин. Густота населення становила 53 особи/км².  Було 146 помешкань (16/км²).
Расовий склад населення:
| - 89,3 % — білих - 0,8 % — корінних американців - 0,6 % — азіатів - 6,6 % — осіб інших рас |

До двох чи більше рас належало 2,7 %. Частка іспаномовних становила 10,7 % від усіх жителів.
За віковим діапазоном населення розподілялося таким чином: 38,9 % — особи молодші 18 років, 52,3 % — особи у віці 18—64 років, 8,8 % — особи у віці 65 років та старші. Медіана віку мешканця становила 27,3 року. На 100 осіб жіночої статі у місті припадало 100,0 чоловіків;  на 100 жінок у віці від 18 років та старших — 115,9 чоловіків також старших 18 років.
Середній дохід на одне домашнє господарство  становив 59 837 доларів США (медіана — 58 295), а середній дохід на одну сім'ю — 63 716 доларів (медіана — 60 000). Медіана доходів становила 37 188 доларів для чоловіків та 41 667 доларів для жінок. За межею бідності перебувало 16,0 % осіб, у тому числі 23,8 % дітей у віці до 18 років та 1,2 % осіб у віці 65 років та старших.
Цивільне працевлаштоване населення становило 246 осіб. Основні галузі зайнятості: сільське господарство, лісництво, риболовля — 28,9 %, виробництво — 15,9 %, освіта, охорона здоров'я та соціальна допомога — 15,0 %.